# The Last Fight (álbum)
The Last Fight (La Última Pelea) es el cuarto álbum realizado en conjunto por Willie Colón y Rubén Blades que fue lanzado en 1982. La producción forma parte de la banda sonora de la película homónima en la que ambos artistas actúan. Dentro del repertorio se encuentran las canciones "Yo Puedo Vivir del Amor", escrita por José Feliciano,  y "What Happened?" que aparenta ser una continuación de "Pedro Navaja" donde un borracho encuentra el cuerpo sin vida de ese personaje.

## Lista de canciones
| N.º | Título                    | Escritor(es)                                 | Duración |  |
| 1.  | «Yo Puedo Vivir del Amor» | José Feliciano                               | 8:29     |  |
| 2.  | «Andanza»                 | Danilo Caymmi Edmundo Souto Paulinho Tapajós | 4:21     |  |
| 3.  | «Cimarrón»                | Rubén Blades                                 | 5:12     |  |
| 4.  | «What Happened?»          | Rubén Blades                                 | 6:59     |  |
| 5.  | «Venganza»                | Pedro Flores                                 | 3:43     |  |
| 6.  | «Y Tu Abuela»             | Jaime Sabater                                | 4:57     |  |